# Křídložábří
Křídložábří (Pterobranchia) je třída druhoústých živočichů patřící do kmene polostrunatců. Jde o drobné několik milimetrů velké živočichy žijící přisedle na mořském dně.

## Charakteristika
Je známo přes 20 žijících druhů těchto živočichů.
Většina z nich se shlukuje do kolonií.
Žijí ve válcovitých schránkách, z nichž vystrkují svá chapadélka, kterými loví kořist – plankton. Díky této podobnosti byli zařazováni k mechovkám a chapadlovkám, ale analýzou jejich DNA se ukázalo, že jde o čistě morfologickou podobnost, a proto byli zařazeni do samostatné třídy.
Mají orgán podobný stomochordu.